# Itagaki Taisuke

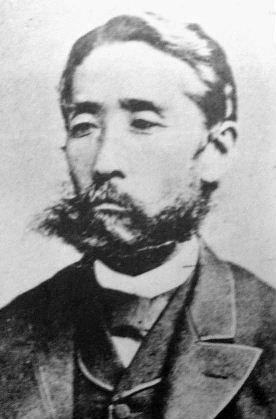
Itagaki Taisuke

Itagaki Taisuke (jap. 板垣 退助, * 21. Mai 1837 in Kōchi, Provinz Tosa (heute: Präfektur Kōchi); † 16. Juli 1919 in Tokio) war ein japanischer Politiker der Meiji-Zeit und Kopf der Bewegung für Bürgerrechte und Freiheit (jap. 自由民権運動, Jiyū Minken Undō), aus der Japans erste politische Partei hervorging.

## Namen und Titel
In seiner Jugend wurde Itagaki auch Inosuke (猪之助) genannt, Taisuke war ursprünglich nur ein Rufname. Sein wirklicher Name (imina) war zunächst Masami (正躬), später Masakata (正形). Außerdem benutzte er das Pseudonym (gō) Mukei (無形). Er führte den Titel eines hakushaku (Grafen).

## Leben

### Kindheit und Jugend

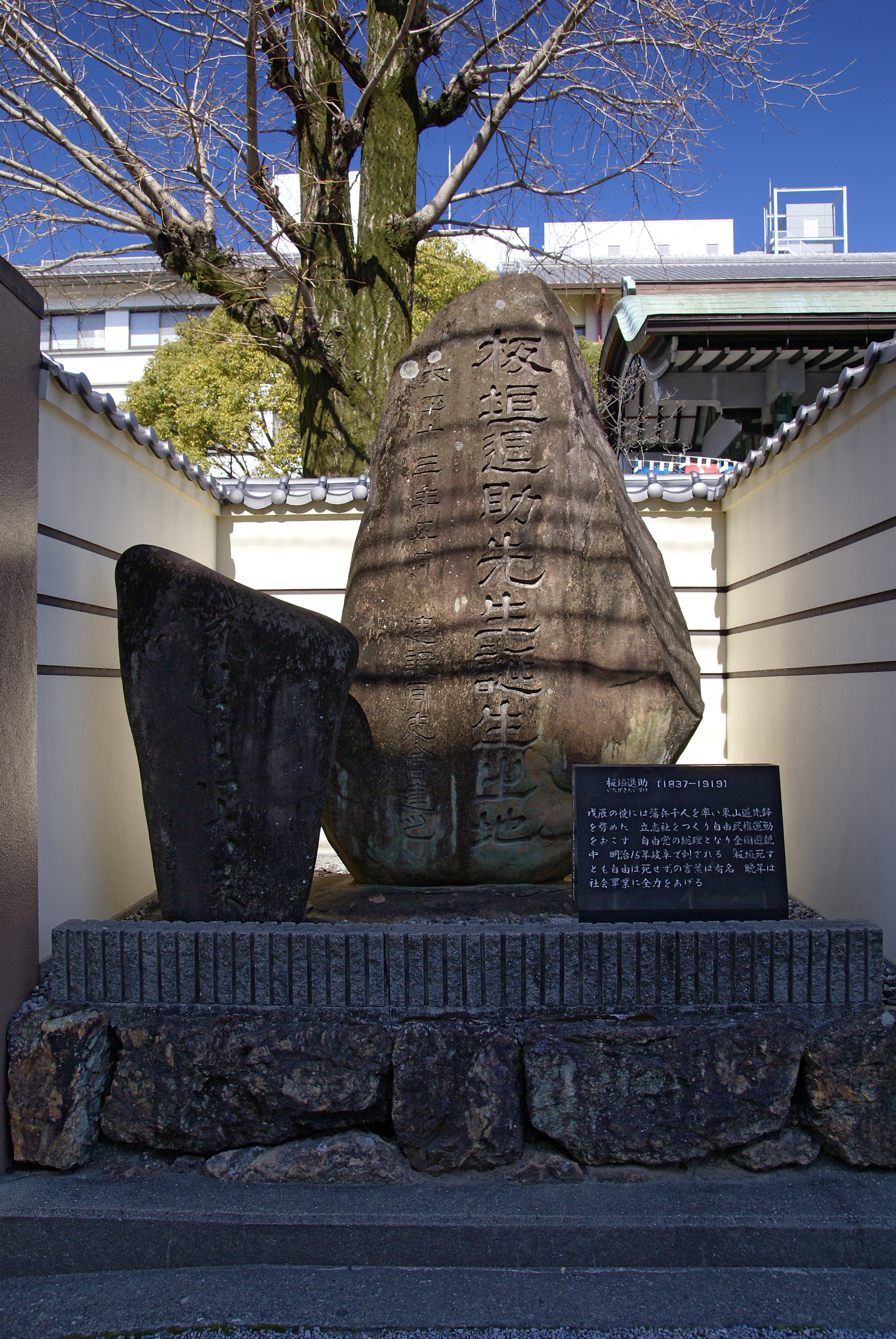
Geburtsort (Kōchi, Präfektur Kōchi)

Itagaki Taisuke wurde als ältester Sohn des Inui Masashige, eines Samurai mittleren Ranges (uma-mawari), in Kōchi geboren. Mit Gotō Shōjirō, der auch aus Tosa stammte, war er seit seiner Kindheit befreundet.
Nach dem Studium in Kōchi und Edo, wo er die westliche Kriegskunst studierte, plädierte er für eine Militärreform und wurde 1861 zum verantwortlichen Leiter für die Verbesserung des Militärs des Lehens Tosa. Er war Berater des Daimyō von Tosa, Yamanouchi Toyoshige, und hatte sukzessive eine Reihe weiterer Ämter inne.

### Bakumatsu
Während führende Samurai aus Tosa der Versöhnung von Kaiserhaus und Shōgunat (kōbu gattai) zuneigten, befürwortete Itagaki den gewaltsamen Sturz des Shōgunats. 1867 kam er mit Saigō Takamori aus dem Lehen Satsuma zusammen und sicherte seine Unterstützung für einen Staatsstreich gegen das Tokugawa-Shōgunat zu.
Während des Boshin-Krieges führte Itagaki die Truppen der Provinz Tosa und stieg zu deren führender politischer Gestalt auf. Nach dem Sieg im Bürgerkrieg und der anschließenden Meiji-Restauration erhielt er daher einen Posten in der neuen Meiji-Regierung.

### Regierungsposten
Zusammen mit Kido Takayoshi, Saigō Takamori und Ōkuma Shigenobu wurde Itagaki als einer der ersten in den Dajō-kan berufen. Dort wirkte er bei Schlüsselreformen mit, so z. B. bei der Abschaffung der Lehen und der Einrichtung der Präfekturen.
Nachdem er 1873 vehement für eine Strafexpedition gegen Korea (Seikanron) eingetreten war, die Debatte jedoch gegen die Verfechter einer vorsichtigeren Außenpolitik um Iwakura Tomomi verloren hatte, verließ er zusammen mit Saigō Takamori, Etō Shimpei und anderen in Opposition zur Dominanz von Satsuma und Chōshū im Staatsrat die Regierung und zog sich zunächst ins Private zurück.

### Bewegung für Bürgerrechte und Freiheit

Attentat auf Itagaki Taisuke in Gifu

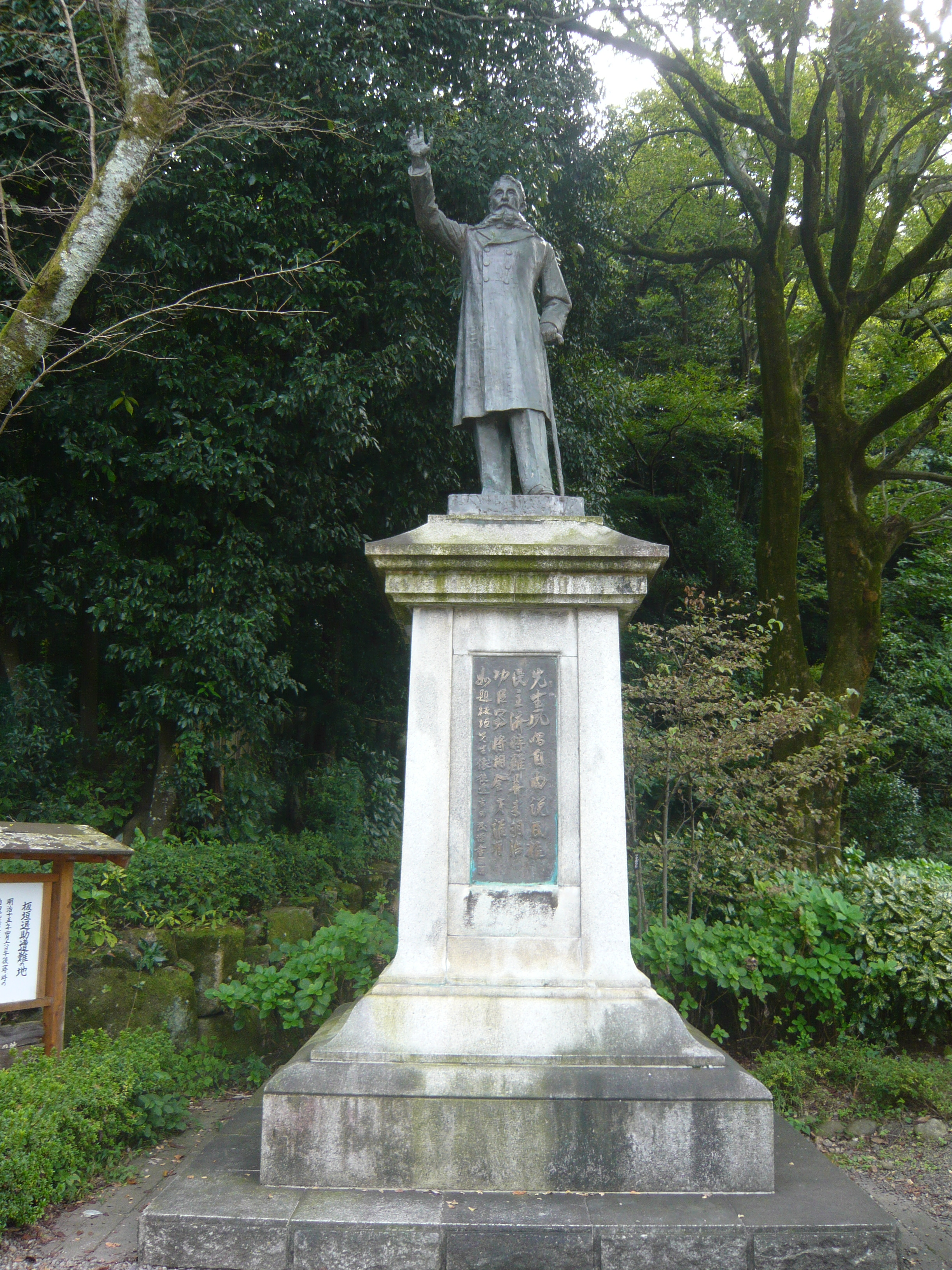
Bronze Statue Itagaki Taisukes im Park von Gifu

Kurz nach seinem Ausscheiden aus der Regierung gründete Itagaki 1874 die Aikoku Kōtō, die „Öffentliche Partei der Patrioten“. Zusammen mit Gotō Shōjirō verfasste er in demselben Jahr ein Memorandum zur Errichtung eines vom Volk gewählten Parlaments, welches jedoch von der Regierung abgelehnt wurde, und rief in seiner Heimat Kōchi mit anderen Anhängern der Bewegung für Freiheit und Bürgerrechte die Risshi-sha ins Leben. 1875 nahm Itagaki an der Konferenz von Ōsaka teil, die von den Meiji-Oligarchen einberufen worden war, um Itagaki und Kido von einer Rückkehr in die Regierung zu überzeugen. Nachdem Itagaki kurze Zeit Mitglied des 1875 neu geschaffenen Genrōin gewesen war, trat er mit Shimazu Hisamitsu erneut aus der Regierung aus, da die von ihm vorgeschlagene Trennung der Exekutive von dem Rat nicht akzeptiert wurde. Fortan widmete sich Itagaki der Bewegung für Freiheit und Bürgerrechte, die sich demokratische Reformen zum Ziel gesetzt hatte.
Als der Meiji-Tennō im Jahr 1881 in dem Kaiserlichen Erlaß über die Einrichtung eines Parlaments verfügte, dass innerhalb von 10 Jahren das Kaiserliche Parlament einzuberufen sei, nahm Itagaki dieses zum Anlass, die Freiheitspartei zu gründen, deren Vorsitzender er anschließend wurde.
Um seine Partei und ihre Ziele bekannt zu machen, hielt Itagaki Reden im ganzen Land. Im April 1882 verübte Aihara Naobumi, ein rechts stehender Gangster, bei einer dieser Veranstaltungen in Gifu ein Attentat auf den Redner. Itagaki, der verletzt überlebte, soll dabei ausgerufen haben: „Mag ich auch sterben, die Freiheit wird niemals sterben!“ (板垣死すとも自由は死せず Itagaki shisu to mo jiyū wa shisezu) In einer weiteren Anekdote, die sich bei dieser Begebenheit zugetragen haben soll, heißt es, der Arzt, welcher Itagaki nach dem Attentat behandelte, sei Gotō Shimpei gewesen. Itagaki, der das Talent Gotōs erkannte, soll es daraufhin bedauert haben, dass dieser kein Politiker geworden sei. Daraufhin ging Gotō später in die Politik.
Im November des gleichen Jahres begab Itagaki sich in Begleitung seines Freundes Gotō Shōjirō auf eine Reise in den Westen, von der er im Juni des Folgejahres zurückkehrte. Im September 1884, als sich Teile der Bewegung für Bürgerrechte und Freiheit radikalisierten und es unter anderem zum Kabasan-Vorfall gekommen war, wurde die Freiheitspartei zunächst aufgelöst.
Obwohl Itagaki als Verfechter der Bewegung für Bürgerrechte und Freiheit den Erbadel für reaktionär hielt, nahm er schließlich den Titel eines Grafen an, nachdem er diesen zuvor bereits zweimal ausgeschlagen hatte. Jedoch stellte er die Bedingung, dass dieser Titel nicht an seine Nachkommen vererbt werden dürfe.

### Führung der Freiheitspartei
Nachdem die Verfassung erlassen und das Parlament einberufen worden war, konstituierte sich die ehemalige Freiheitspartei unter dem Namen Konstitutionelle Freiheitspartei (Rikken Jiyūtō) im Jahr 1890 neu. Diese änderte jedoch alsbald ihre Namen erneut in Freiheitspartei (Jiyūtō), deren Vorsitzender Itagaki wurde.
1896 fungierte Itagaki als Innenminister im zweiten Kabinett Itō und anschließend im zweiten Kabinett Matsukata. Im darauf folgenden Jahr trat er von dem Posten des Parteivorsitzenden zurück.
1898 trat Itagaki als Innenminister in das erste Kabinett Ōkuma ein, nachdem die Freiheitspartei und die Fortschrittspartei von Ōkuma sich zur Konstitutionellen Regierungspartei (Kenseitō) zusammengeschlossen hatten. Allerdings musste das Kabinett wegen interner Zwistigkeiten nach nur vier Monaten geschlossen zurücktreten.

### Späte Jahre
Itagaki, der sich im Jahre 1900 endgültig aus der Welt der Politik zurückgezogen hatte, gab ab 1904 die Zeitschrift Yūai heraus und forderte 1907 in einem Brief an den gesamten Erbadel das Verbot der Erblichkeit der Adelstitel.
Itagaki Taisuke starb am 16. Juli 1919 eines natürlichen Todes.

## Vermächtnis

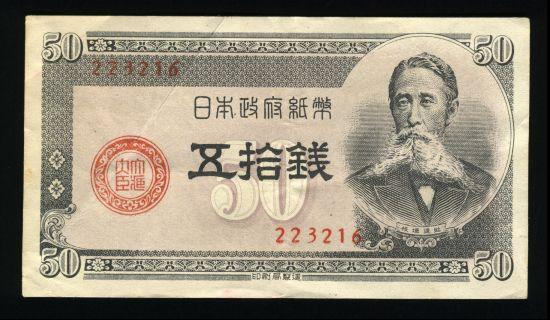
Ehemalige 50-Sen-Note mit dem Porträt Itagakis

Itagaki Taisuke war der erste Parteiführer des modernen Japans und insbesondere wegen seines Engagements in der Bewegung für Bürgerrechte und Freiheit eine wichtige Kraft des Liberalismus im Japan der Meiji-Zeit. Zum politischen Erbe gehören insbesondere der japanische Parlamentarismus und das entstehen erster Parteien in Japan bzw. in Ostasien. So gründete und führte Itagaki 1874 die Aikoku Kōtō 愛国公党 Öffentliche Partei der Patrioten, 1875 die Aikokusha 愛国社 Patriotische Gesellschaft, 1881 die Jiyūtō 自由党 Liberale Partei und 1889 den Daidō Kurabu 大同倶楽部 Club der Großen Harmonie. In der Folgezeit bis heute entstanden in Japan über 250 Parteien, inklusive der ostasiatischen Nachbarstaaten sogar über 1.100.
Sein Abbild zierte die ehemaligen 50 Sen-Noten und 100-Yen-Banknoten der Japanischen Zentralbank.

## Ehrungen
- Mai 1887 hakushaku
- September 1896 Großer Orden der Aufgehenden Sonne erster Ordnung am Band (Kun'ittō Kyokujitsu Daijushō)
- Juli 1919 Orden der Paulownienblüte erster Ordnung am Band (Kun’ittō Kyokujitsu Tōka Daijushō)

## Familie
- Urgroßvater: Inui Masaaki
- Großvater: Inui Nobutake
- Vater: Inui Masashige
- Mutter: Die jüngere Schwester des Yamanouchi Katsunaga (Name unbekannt)
- Erste Ehefrau: Die jüngere Schwester des Hayashi Masunojo Masamori (Name unbekannt)
- Zweite Ehefrau: Die zweite Tochter des Nakayama Yaheiji Hidemasa (Name unbekannt)
- Dritte Ehefrau: Rin, (Tochter des Kotani Zengorō) (* 10. September 1840; † 28. Juni 1885, Hochzeit 1859)
- Vierte Ehefrau: Kinuko, adoptierte Tochter des Fukuoka Takachika. Eigentlich siebte Tochter des Araki Isoji, (* 8. Juni 1859; † 13. April 1938, Hochzeit 1889)

- Erster Sohn: Itagaki Hokotarō (* 4. Juli 1868; † 4. Februar 1942, Name der Mutter: Kotani)
- Zweiter Sohn (ältester unehelicher Sohn): Inui Seishi (* 17. April 1868; † 18. Juni 1941, Name der Mutter Yaku, Tochter des Arztes Hagiwara Fukusai)
- Dritter Sohn (zweiter unehelicher Sohn): Araki Magozaburō (* 6. Oktober 1885; † 1. Juli 1886, Name der Mutter: Fukuoka)
- Vierter Sohn: Itagaki Masami (* 4. April 1889; † 15. Mai 1925, Name der Mutter: Fukuoka)
- Fünfter Sohn: Inui Muichi (* 14. November 1897; † 6. Dezember 1918, Name der Mutter: Fukuoka)
- Älteste Tochter: Hyō (* 4. August 1860, verheiratet mit Kataoka Kumanosuke)
- Zweite Tochter: Gun (* 20. April 1864; † 1904, verheiratet mit Miyaji Shigeharu)
- Dritte Tochter: En (* 21. Juni 1872; † 1926)
- Vierte Tochter: Chiyoko (* 12. April 1893; † 1950)
- Fünfte Tochter: Ryōko (* 1. Januar 1895; † 1976)